# Saraca celebica
Saraca celebica là một loài loài thực vật họ Đậu (Fabaceae).
Loài này chỉ có ở Indonesia.